# Vem är Mr Walker?

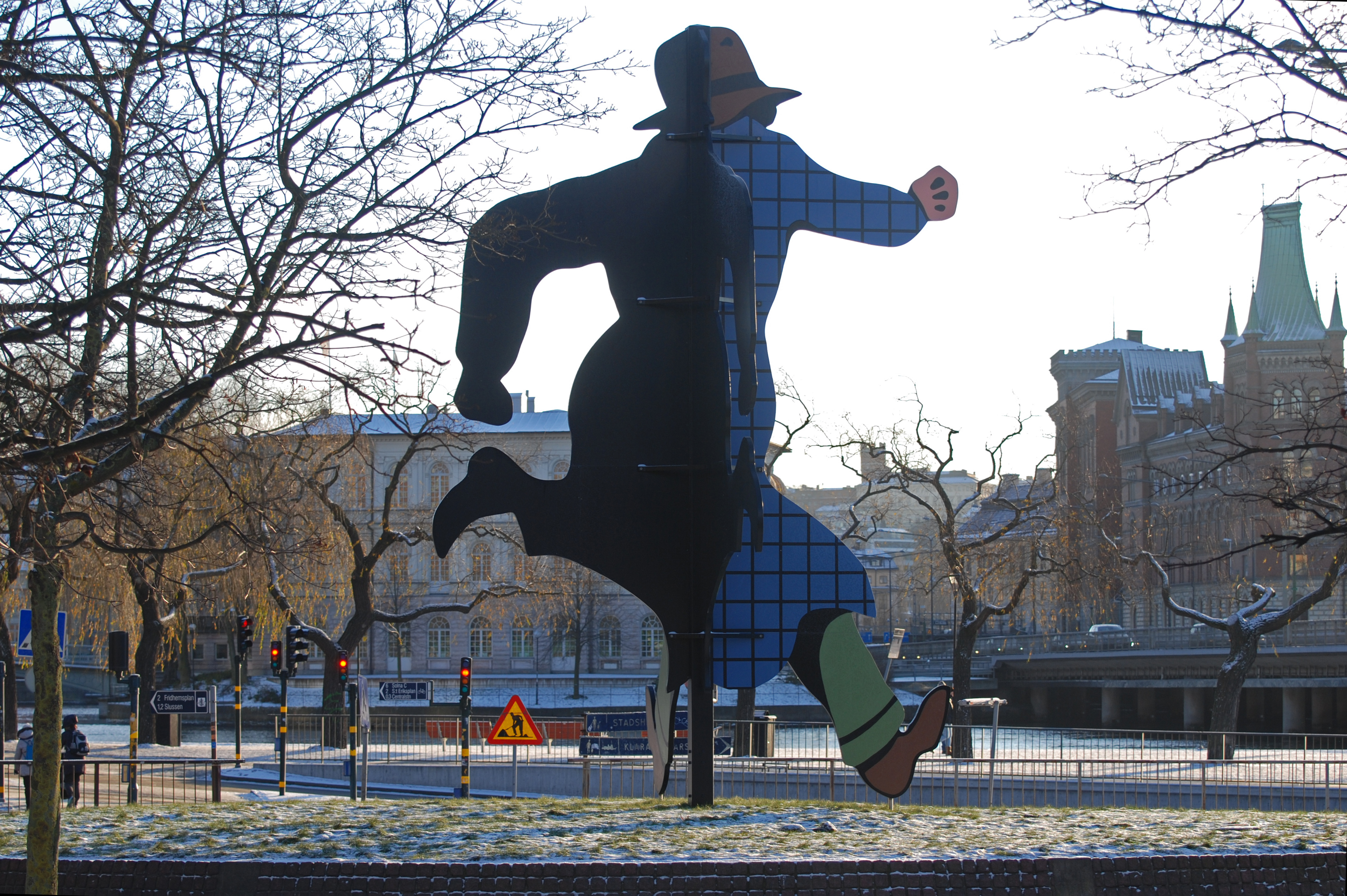
Vem är Mr Walker? Skulptur på språng i Järnvägsparken, Stockholm.

Vem är Mr Walker? är en skulptur av Jan Håfström, producerad av Stockholm konst, som är placerad i Järnvägsparken, Stockholm. Skulpturen invigdes den 5 september 2014 av finansborgarrådet Sten Nordin och kultur- och fastighetsborgarrådet Madeleine Sjöstedt. Skulpturen, som är 7 meter hög och väger nästan 2 000 kg, är tillverkad av aluminium. De två målade silhuettskivorna ger en tredimensionell upplevelse, inspirerad av seriefiguren Fantomens alter ego Mr Walker, som varierar beroende från vilket håll de betraktas.  

## Bilder

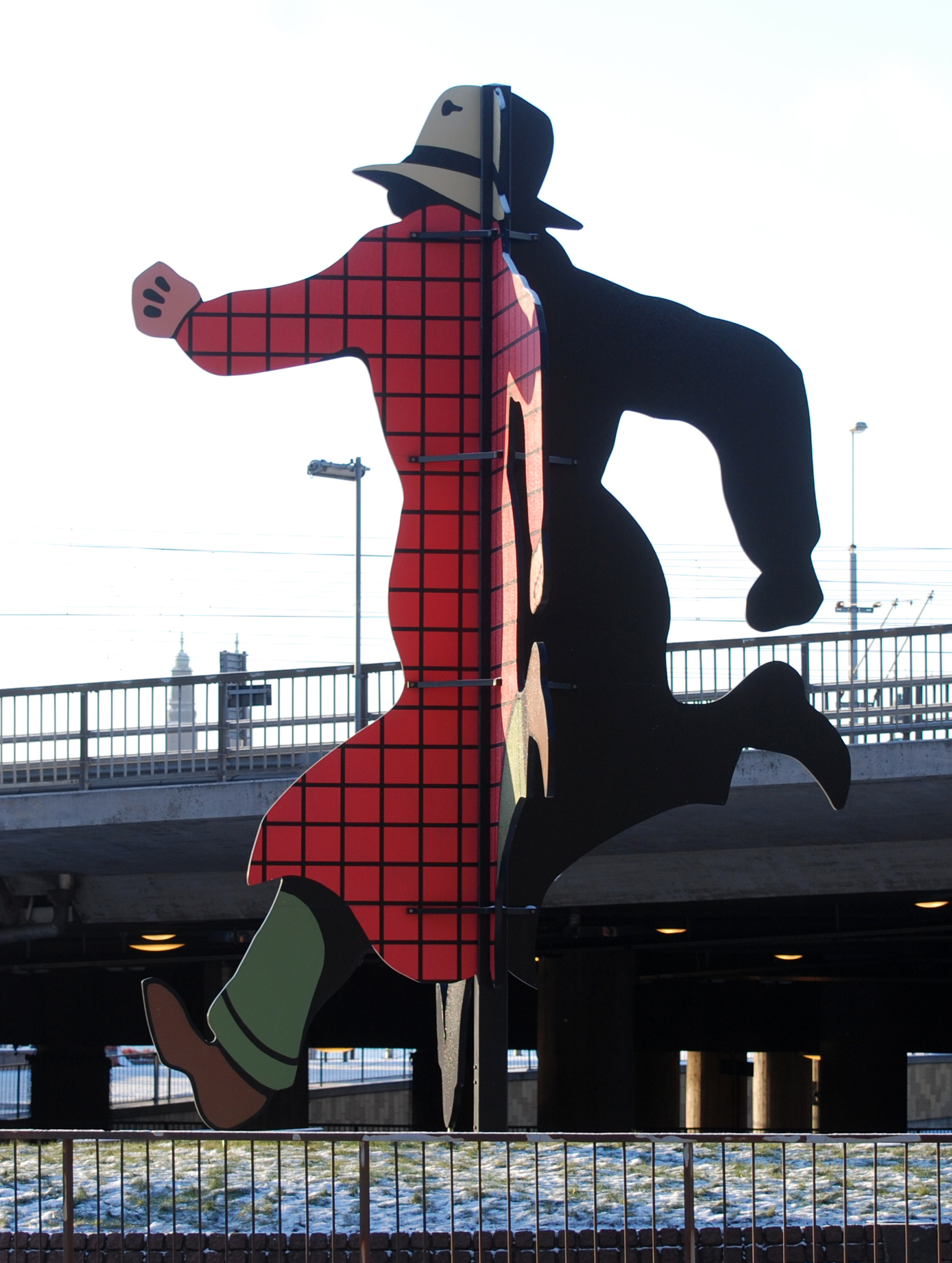
Vy från nordost.
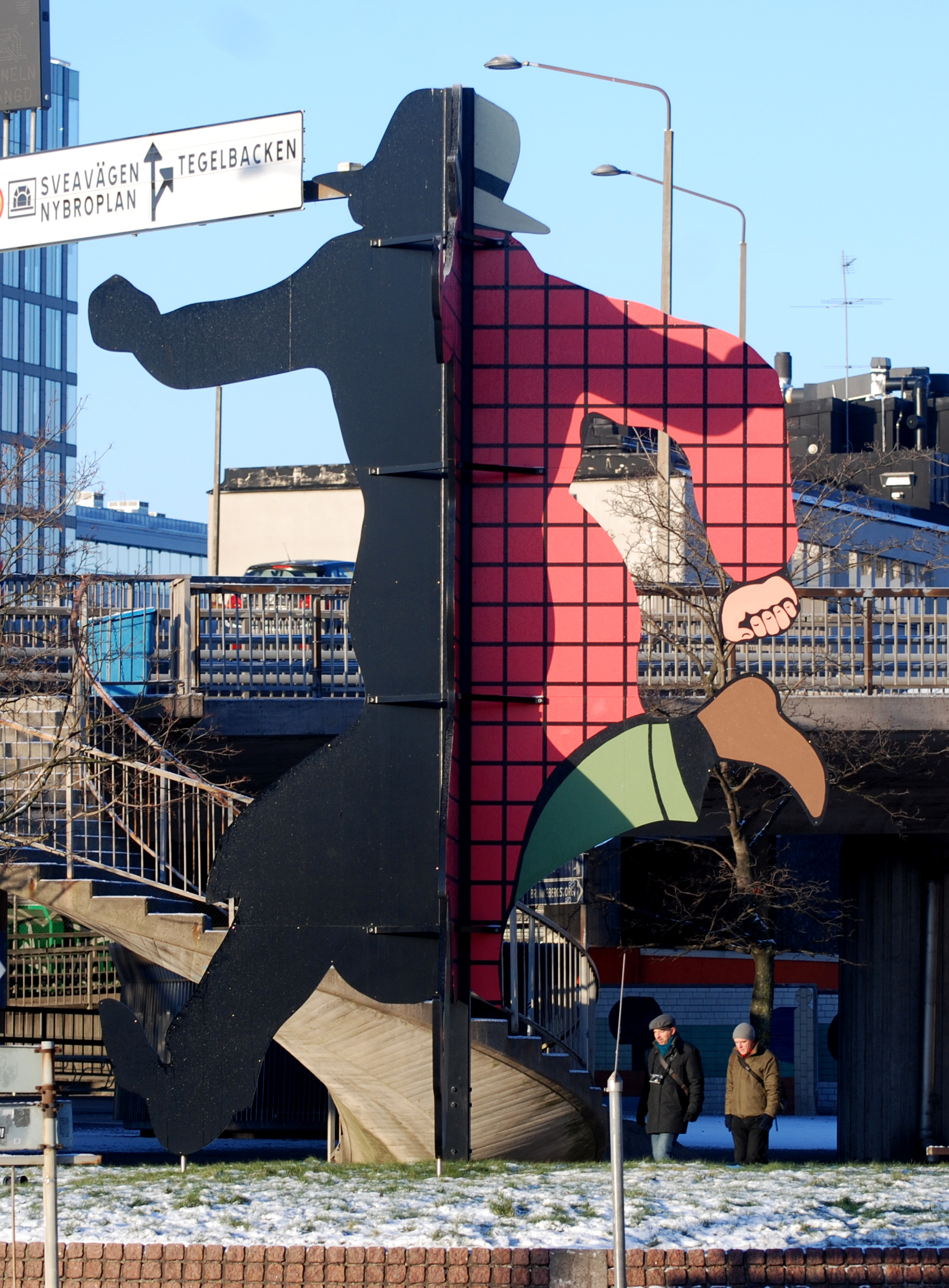
Vy från sydost.
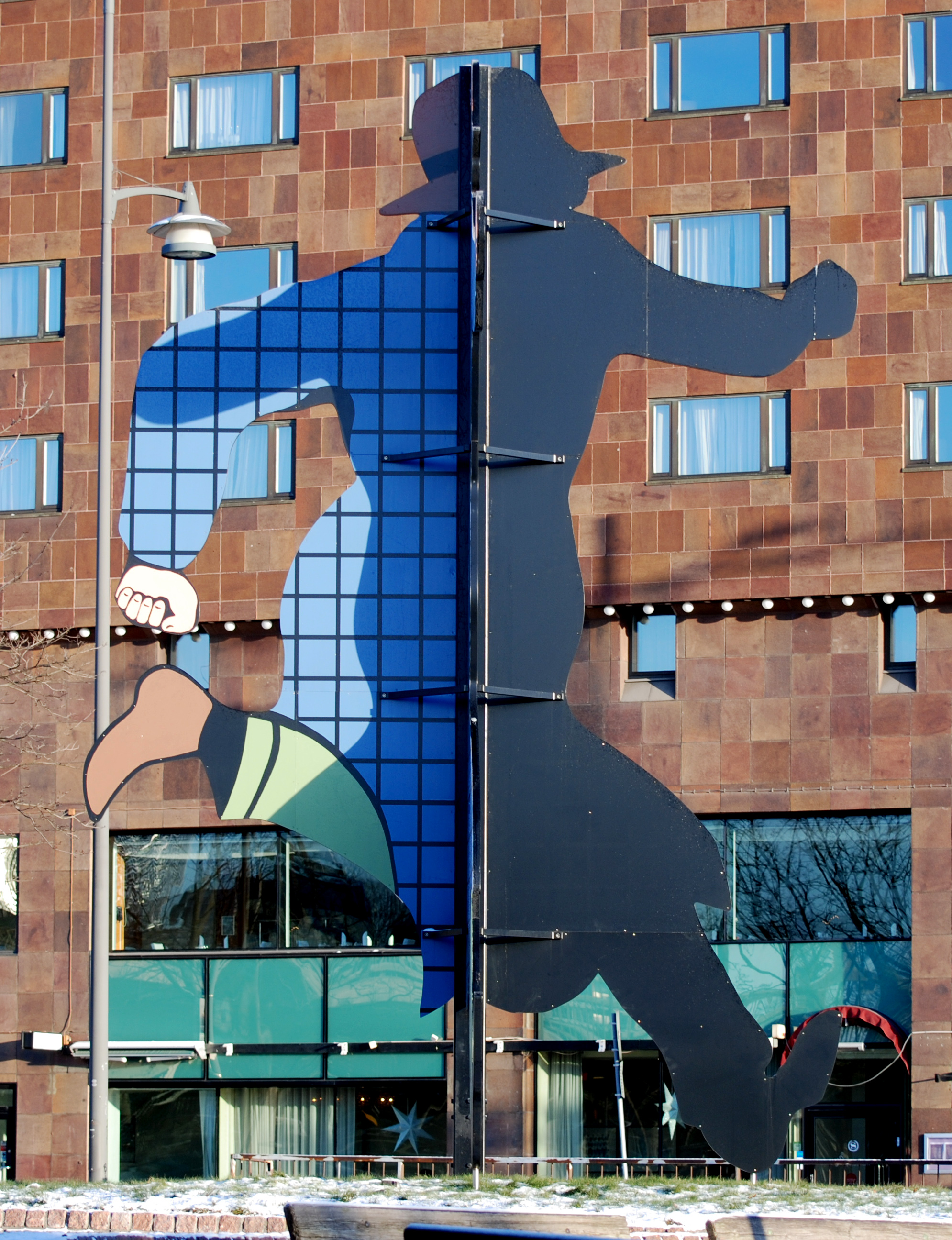
Vy från sydväst.
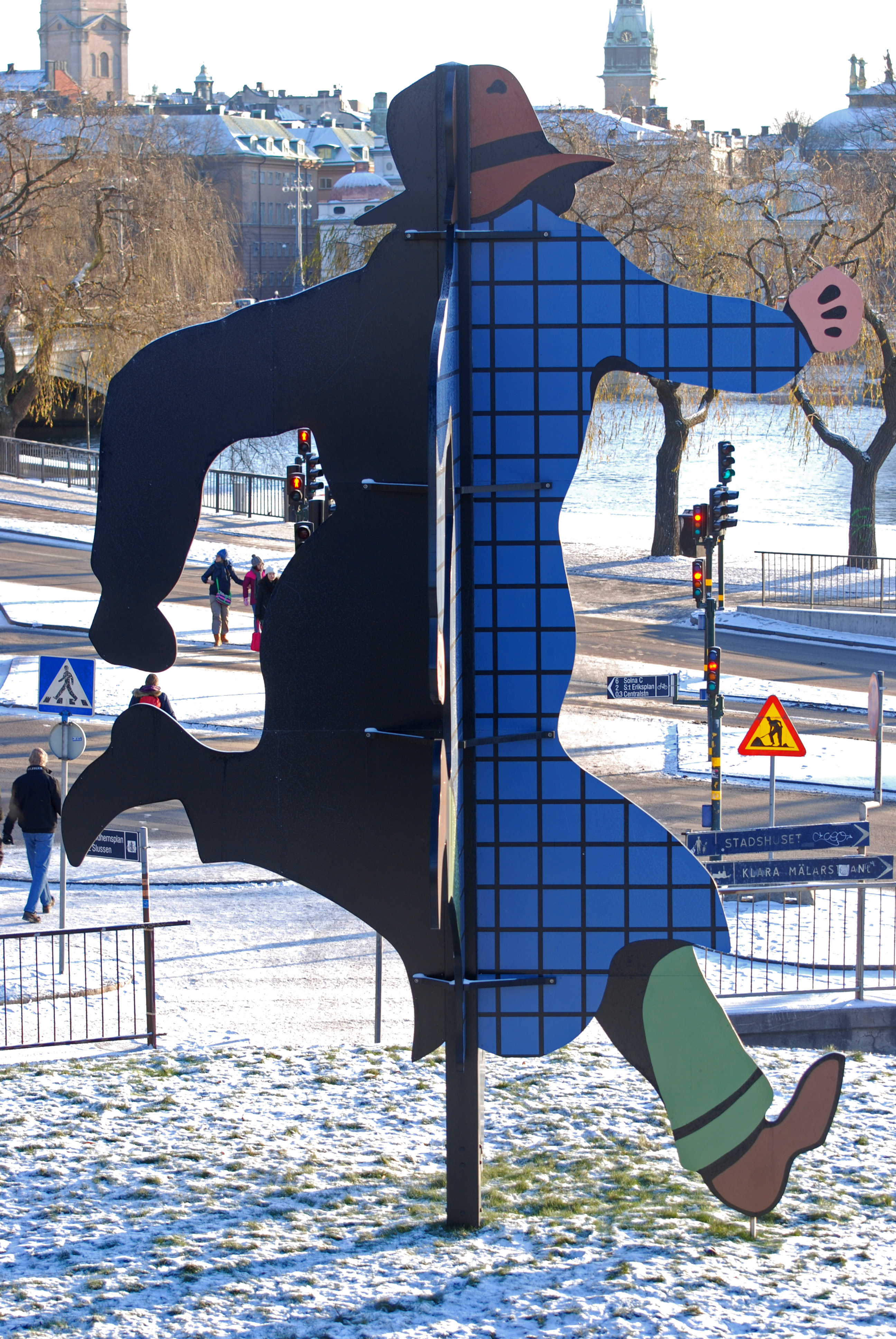
Vy från nordväst.